# Biserica de lemn din Crăciunești

Biserica de lemn Crăciuneşti, judeţul Mureş. Foto: august 2008

Biserica de lemn din Crăciunești (în maghiară Nyárádkarácsoni fatemplom), comuna Crăciunești, județul Mureș. Anul edificării nu se cunoaște cu exactitate, unii specialiști plasând acest moment în secolul XIX . Informațiile furnizate de Protopopiatul Ortodox Român din Târgu Mureș datează biserica în secolul XVIII, aceasta fiind pomenită într-o consemnare din 1749. Are hramul „Sfinții Arhangheli Mihail și Gavriil”. Biserica se află pe noua listă a monumentelor istorice sub codul LMI:  MS-II-a-A-15636.

## Istoric și trăsături
Prima atestare documentară a satului Crăciunești este din anul 1444, sub denumirea de Karachonfalwa, biserica de lemn fiind menționată pentru prima dată în conscripția lui Buccow din anii 1760-1762. Lăcașul de cult se afla în folosința uniților (greco-catolici) care numărau 10 familii, iar ortodocșii 16 familii.

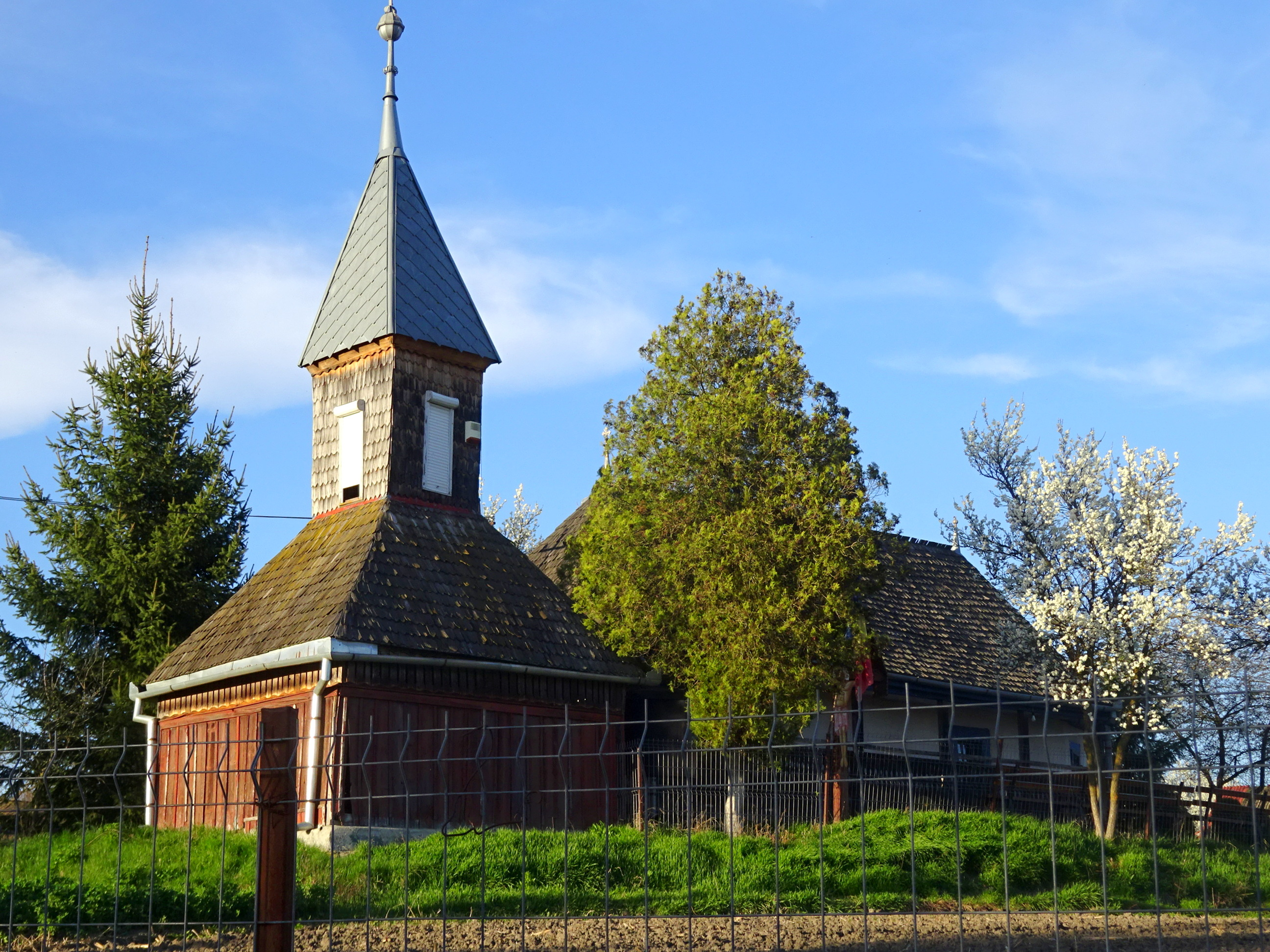
Biserica de lemn din Crăciunești (martie 2024)

Datele oferite de recensământul din 1857 evidențiază faptul că populația satului era de 385 locuitori, dintre care 207 erau greco-catolici. Recensământul din anul 1930 arată că, din totalul populației satului, 220 de locuitori s-au declarat români, însă doar 10 mai cunoșteau limba română, relevantă fiind, în acest sens, constatarea făcută de istoricul Benkö Károly - în lucrarea „Marosszek ismertetese (1868-1869)”, (Cunoașterea Scaunului Mureș), Cluj, 1868-1869, p. 43: „...sunt între secui, ca de exemplu în comuna Șard (Șardu Nirajului), Ogari (Poienița) și altele, valahi care și-au păstrat obiceiurile naționale, religia, dar în așa măsură s-au maghiarizat, încât nu mai cunosc limba valahă”.
Nu este cunoscută data exactă a edificării lăcașului de cult, cert este însă că acesta exista la jumătatea secolului XVIII (vezi menționarea din conscripția lui Buccow), iar aspecte arhitectonice precum forma tipologică, structura interioară, dimensiunile și turnul-clopotniță detașat de corpul bisericii, o plasează în secolul XVII.
La propunerea episcopului de Hajdúdorog, István Miklósy, împăratul Franz Joseph a înființat în data de 6 septembrie 1915 Vicariatul Ținutului Secuiesc cu sediul în Târgu Mureș. Parohia din Crăciunești făcea parte din cele 35 parohii cedate de Arhiepiscopia de Făgăraș și a fost înglobată cu satele învecinate în Protopopiatul Târgu Mureș aflânduse sub conducerea vicarului Gyula Hubán. Prin decretul Apostolica sedes din 9 aprilie 1934 Congregația pentru Bisericile Orientale a readus sub jurisdicția Arhiepiscopiei de Făgăraș și Alba Iulia cele 35 de parohii unite din Ținutul Secuiesc, care fuseseră subordonate Eparhiei de Hajdúdorog.
Înfățișarea bisericii a avut de suferit în urma tencuirii pereților, pe interior pierzându-se picturile murale iar pe exterior creându-se o imagine austeră. Cu toate acestea, biserica de lemn din Crăciunești, alături de cea din Vălenii (com. Acățari), rămâne de referință între cele de pe Valea Nirajului deoarece mai păstrează iconostasul de lemn.

## Imagini

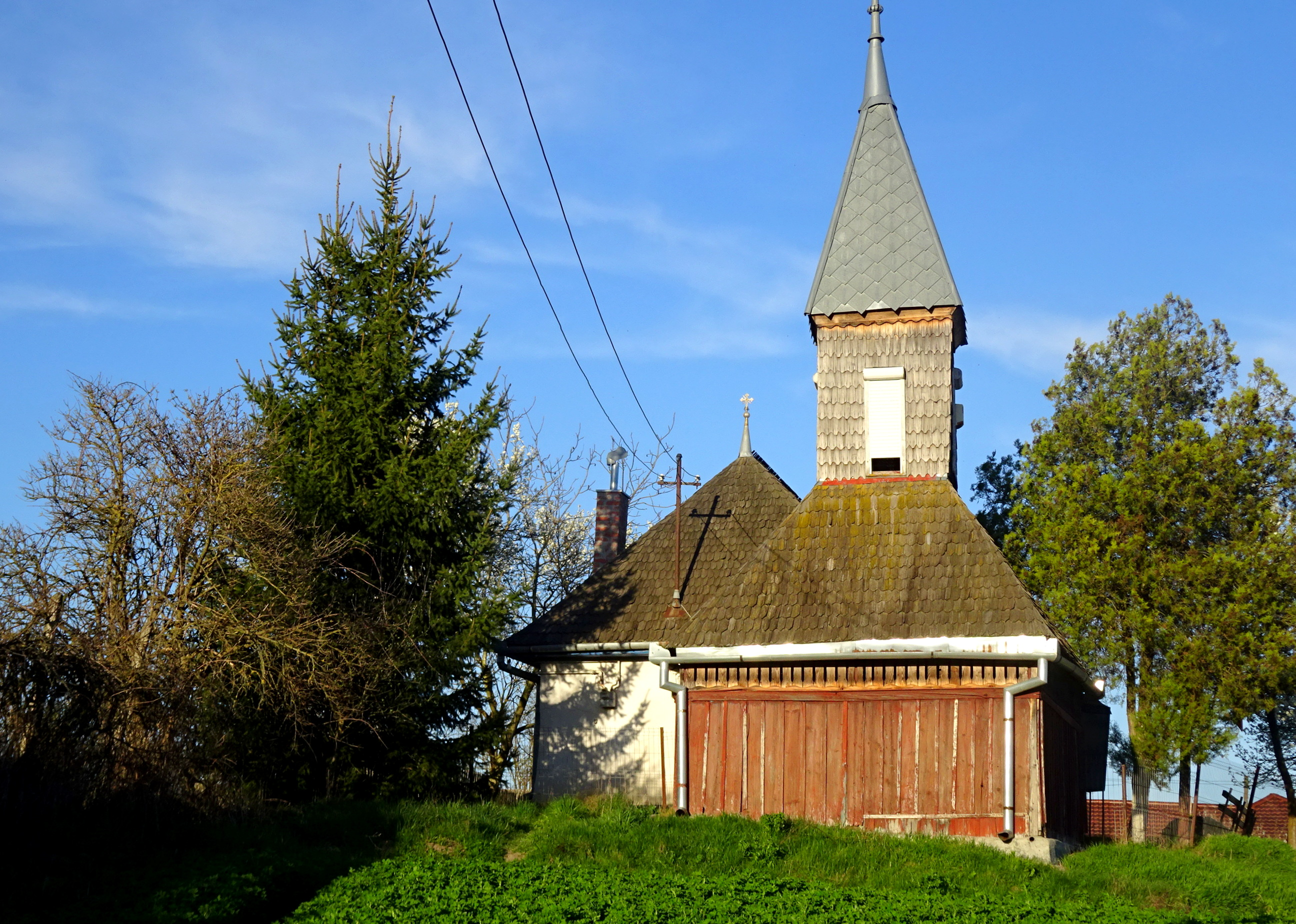
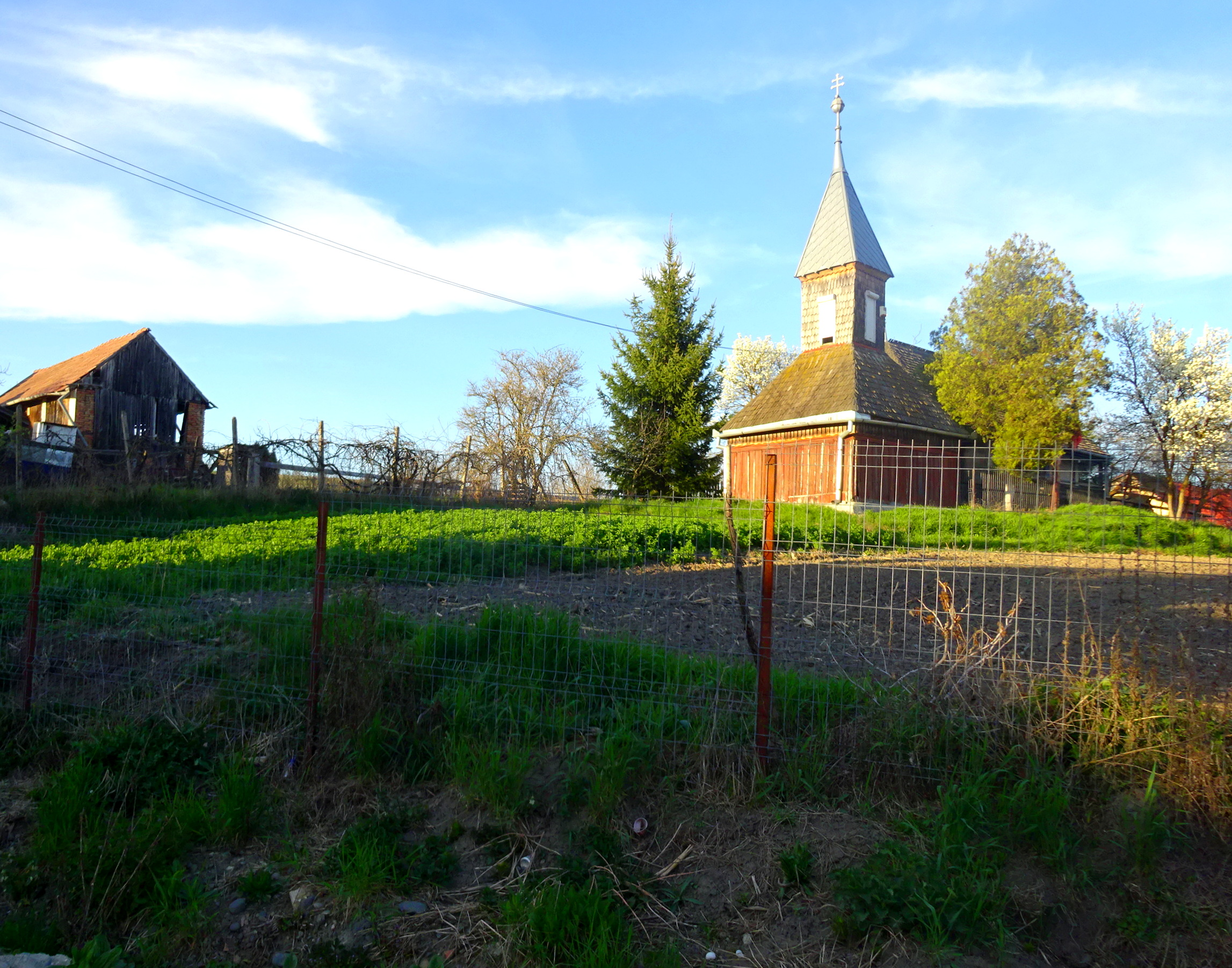
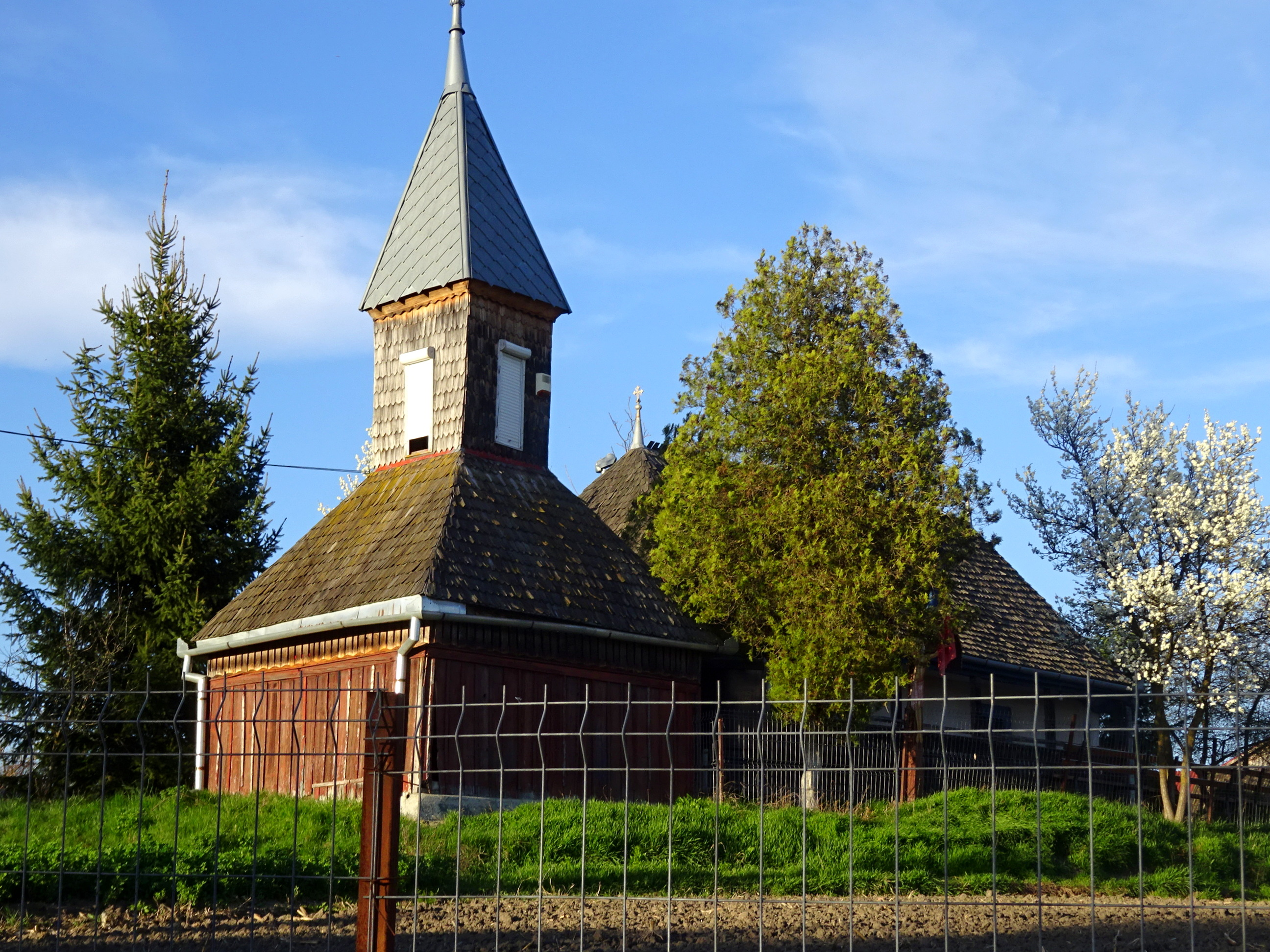